# Jack Butterfield
John Arlington Butterfield (Regina, 1º agosto 1919 – Springfield, 16 ottobre 2010) è stato un dirigente sportivo canadese.
Nel corso della sua carriera fu presidente dell'American Hockey League per ben ventotto anni dal 1966 fino al 1994. Dopo essersi ritirato dalla presidenza continuò a lavorare alla stesura dei calendari e fu presidente del consiglio di amministrazione della AHL.

## Biografia
Dopo aver studiato presso la University of Alberta Butterfield prese parte alla seconda guerra mondiale servendo come pilota presso la Royal Canadian Air Force. Al termine della guerra fu assunto come preparatore atletico e addetto alle pubbliche relazioni dei New Haven Eagles e dei Springfield Indians, formazioni di proprietà dello zio Eddie Shore. Successivamente svolse alcuni incarichi dirigenziali in leghe minori quali la Pacific Coast Hockey League e la United States Hockey League prima di ritornare dagli Indians nella vesti di addetto alla pista e in seguito di general manager. Sotto la guida di Butterfield gli Indians vinsero tre Calder Cup consecutive nel 1960, 1961 e 1962, evento mai successo prima nella AHL.
Dopo aver assunto la presidenza dell'AHL nel 1966 Butterfield fece in modo di assicurare il ruolo dell'AHL come principale lega di sviluppo per la National Hockey League stabilendo nuovi vincoli di affiliazione fra le franchigie delle due leghe. Grazie alle affiliazioni i giovani prospetti delle formazioni NHL potevano essere prestati con facilità alle squadre della AHL in modo da formarli e prepararli al professionismo.
La strategia adottata da Butterfield fermise alla AHL di sopravvivere all'improvvisa espansione della NHL e alla nascita della World Hockey Association avvenute a cavallo fra gli anni sessanta e settanta. Fu inoltre responsabile del trasferimento degli uffici della lega a Springfield, nel Massachusetts. Nel corso degli anni settanta la AHL corse il serio pericolo di sciogliersi a causa della chiusura di diverse franchigie ma spesso Butterfield anche in prima persona cercò di sostenere le formazioni in difficoltà.
Nel 1980 Butterfield entrò a far parte della Hockey Hall of Fame, conquistando inoltre per due volte il James C. Hendy Memorial Award come miglior dirigente della AHL e il Lester Patrick Trophy nel 1985 per il suo contributo allo sviluppo dell'hockey su ghiaccio negli Stati Uniti. Un anno prima in suo onore fu istituito un premio assegnato al miglior giocatore dei playoff della AHL, il Jack A. Butterfield Trophy, mentre nel 2006 fu uno dei primi ad essere inserito nella AHL Hall of Fame. Jack Butterfield morì a Springfield il 16 ottobre 2010 a ottatuno anni d'età.